# Opacinota bisignata
Opacinota bisignata es una especie de insecto coleóptero de la familia Chrysomelidae.
Fue descrita científicamente en 1855 por Boheman.